# كريستيان إغن
كريستيان إغّن (بالنرويجية: Christian Eggen) (ولد 8 يناير 1957) هو ملحن ومايسترو وعازف بيانو نرويجي.

## روابط خارجية
- كريستيان إغن على موقع IMDb (الإنجليزية)
- كريستيان إغن على موقع ميوزك برينز (الإنجليزية)
- كريستيان إغن على موقع أول ميوزيك (الإنجليزية)
- كريستيان إغن على موقع ديسكوغز (الإنجليزية)
- كريستيان إغن على موقع قاعدة بيانات الفيلم (الإنجليزية)